# Triticellopsis
Triticellopsis is een mosdiertjesgeslacht uit de familie van de Triticellidae en de orde Ctenostomatida. De wetenschappelijke naam ervan is in 1961 voor het eerst geldig gepubliceerd door Gautier.

## Soorten
- Triticellopsis sandersi d'Hondt, 1979
- Triticellopsis tissieri Gautier, 1961